# Neolasioptera boehmeriae
Neolasioptera boehmeriae är en tvåvingeart som först beskrevs av Beutenmuller 1908.  Neolasioptera boehmeriae ingår i släktet Neolasioptera och familjen gallmyggor.
Artens utbredningsområde är New York. Inga underarter finns listade i Catalogue of Life.